# Sierra Island
Sierra Island (spanisch Isla Sierra) ist eine schmale Insel mit einer Reihe kleinerer Anhöhen über ihre gesamte Länge im Archipel der Südlichen Shetlandinseln. Sie liegt 800 nordwestlich von Dee Island.
Teilnehmer der 5. Chilenischen Antarktisexpedition (1950–1951) benannten ihn nach Sergeant Victor Sierra, Lazarettoffizier auf dem Schiff Lientur bei dieser Forschungsreise. Das UK Antarctic Place-Names Committee übertrug diese Benennung 1980 ins Englische.